# Nützel von Sündersbühl

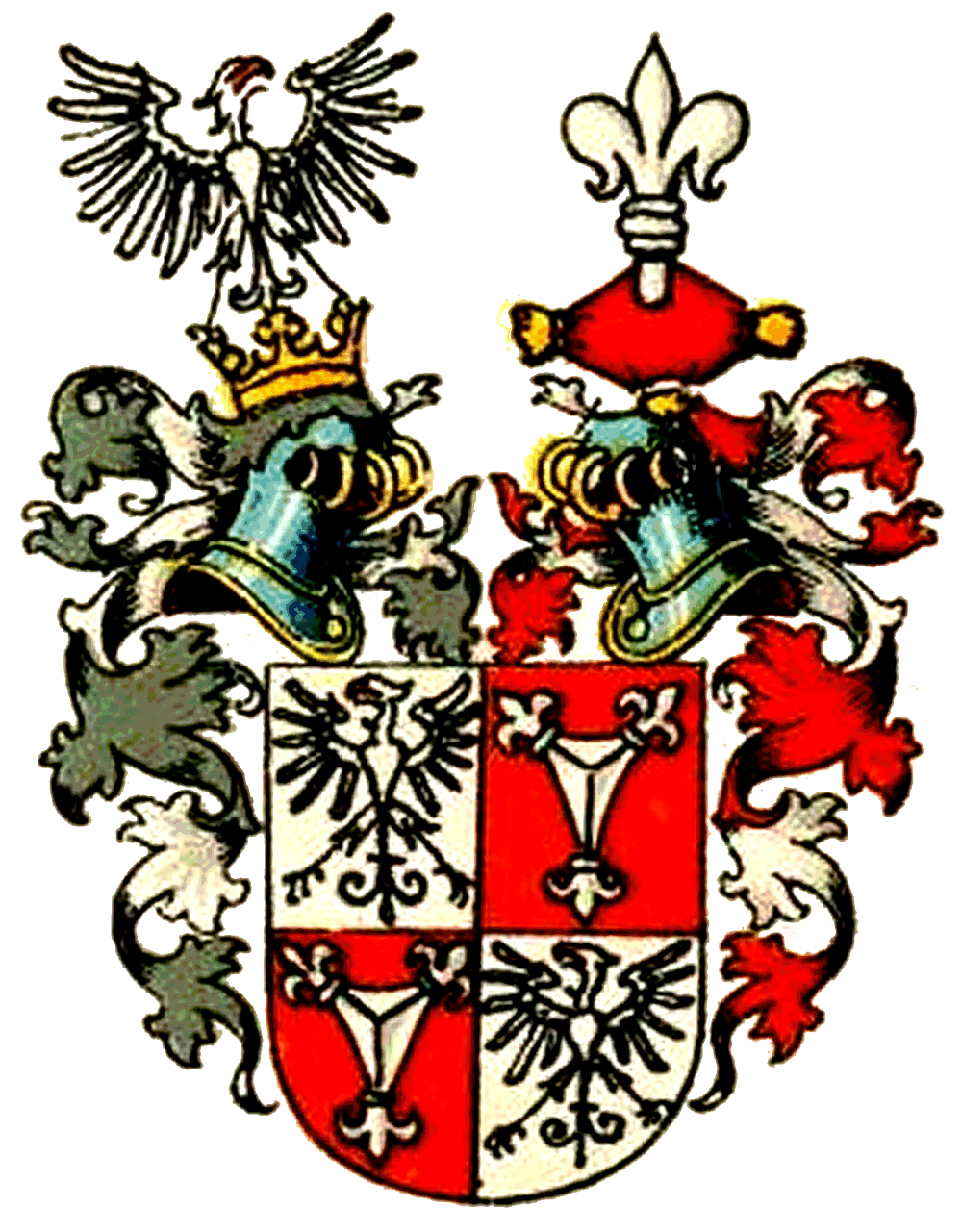
Wappen der Nützel

Die Nützel von Sündersbühl waren eine der ältesten Patrizierfamilien der Reichsstadt Nürnberg, erstmals urkundlich erwähnt im Jahr 1272. Die Nützel waren ab 1319, mit kurzen Unterbrechungen, bis zu ihrem Aussterben im Jahre 1747, im Inneren Rat vertreten und gehörten nach dem Tanzstatut zu den zwanzig alten ratsfähigen Geschlechtern.

## Geschichte

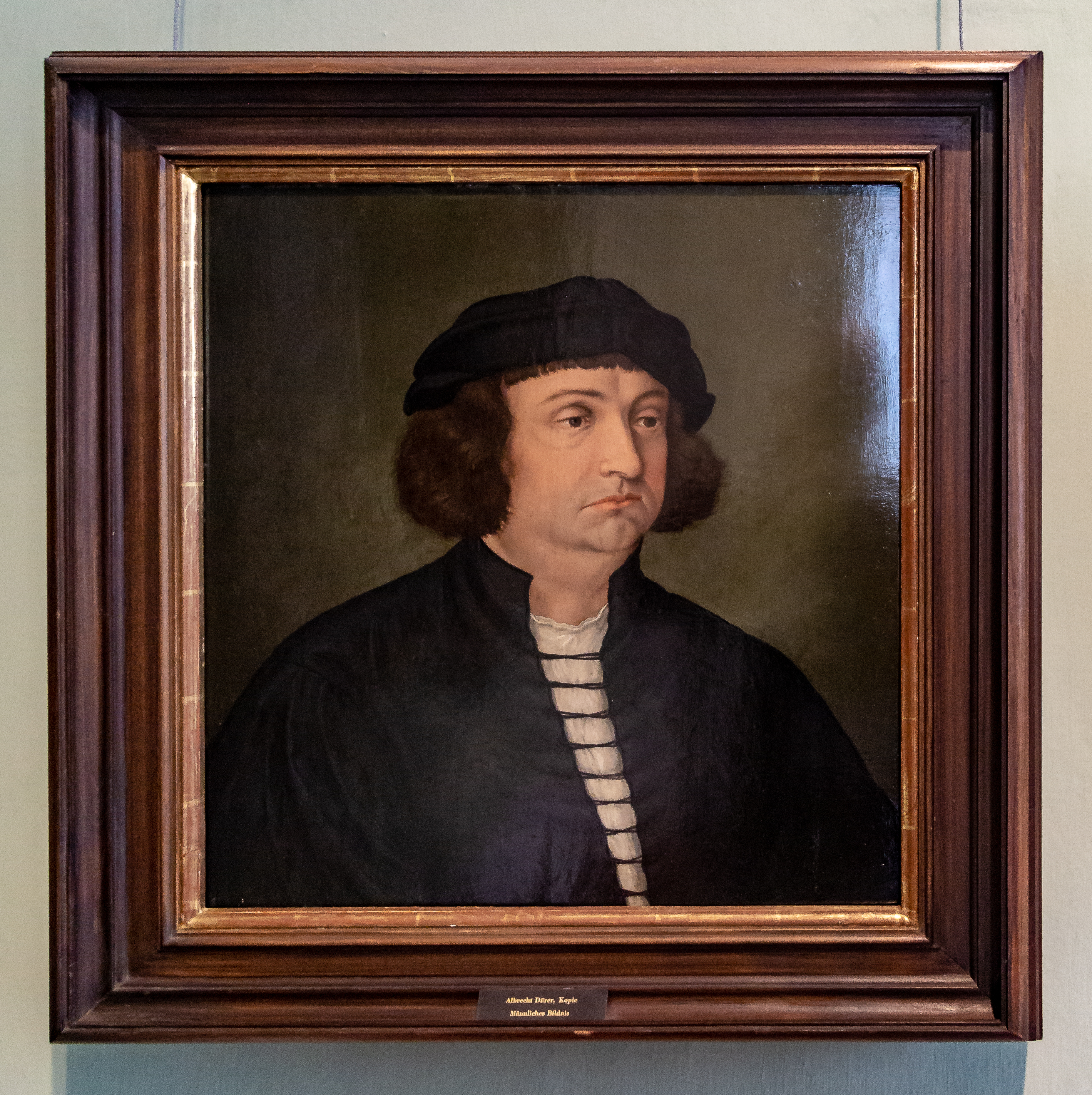
Kaspar Nützel (1471–1529), Ratsherr, Ratsgesandter, Bürgermeister (Kopie eines Porträts von Albrecht Dürer)

Der Ursprung der Nützel ist unklar. 1272 wurde mit Wernher Nützel erstmals ein Familienmitglied urkundlich in Nürnberg erwähnt. Sie müssen schon früh zu Vermögen gekommen sein, denn bereits Anfang des 14. Jahrhunderts erwarben sie ihren namensgebenden Sitz Sündersbühl und waren ab 1319 im Inneren Rat vertreten, wodurch sie zum Nürnberger Patriziat gehörten. Wohl wegen der Einheirat in das Geschlecht der Stromer übernahmen die Nützel deren Wappen mit dem charakteristischen Liliendreieck, was ihnen 1380 in dem berühmt gewordenen Wappenstreit der beiden Familien vom Rat gestattet wurde. Seit einer Wappenmehrung im 16. Jahrhundert führten sie zusätzlich in Silber einen schwarzen Adler.
Wie viele Nürnberger Patrizierfamilien mehrten die Nützel ihren Reichtum durch den Fernhandel mit Kupfer, Silber und Zinn. Sie engagierten sich seit Anfang des 16. Jahrhunderts als Montanunternehmer in den Böhmischen Revieren Joachimsthal, Kuttenberg und Schlaggenwald, sowie in Thüringen um Mansfeld und Gräfenthal.
Das Hauptengagement der Nützel lag jedoch im diplomatischen Dienst für das Reich und die Reichsstadt Nürnberg. Sie vertraten Könige und Kaiser, Nürnberg und andere Reichsstädte unter anderem bei Reichstagen, bei Kriegshandlungen, sowie bei den Verhandlungen um die wirtschaftliche Zukunft der oberdeutschen Handelszentren im 16. und 17. Jahrhundert, nach der Entdeckung Amerikas 1492. Der Ratsherr und Bürgermeister Kaspar Nützel (1471–1529) förderte die Reformation in Nürnberg.
Die Nützel starben 1747 aus und wurden von den Haller und den Stromer beerbt.

## Ehemalige Besitzungen (Auszug)
- 1320–1747 das Nützelschlösschen in Sündersbühl (1943/44 zerstört)
- 1465–???? die Tullnauer Mühle[2]
- 1519–1535 das Zeidlerschloss in Feucht
- 1520–1521 das Pfinzingschloss in Feucht
- 1549–1581 (ca.) den Herrensitz Steinbühl (Wiesenstraße 19)
- 1570–1585 den Herrensitz Kreuth bei Heideck (Gründung 6. Dezember 1570)
- 1584–1620 den Herrensitz Kugelhammer bei Röthenbach
- 1605–1655 einen Hof in Seidmar (Hausnr. 2/6)
- 1624–1728 der Herrensitz Rechenberg (Äußere Sulzbacher Straße), 1553 erbaut und 1916 abgebrochen[3]
- 1666–1703 die Gleishammermühle
- 1685–1713 den Herrensitz Gleißhammer (Zeltnerschloss)
- 1686–1747 den Herrensitz und Grundherrschaft Altenfurt
- 1692–1725 den Herrensitz Birnthon
- ????–1747 ein Gut in Fischbach (abgegangener Herrensitz in der Fischbacher Hauptstraße 152)
- ????–???? den Valznerweiher (Erbzinslehen)

## Wappen
- Das Stammwappen der Nützel (übernommen von den Stromern) zeigt in Rot ein gestürztes, in Gleven auslaufendes silbernes Dreieck. Auf dem Helm mit rot-silbernen Decken ein rotes Kissen, in welchem ein silberner Glefenstab steckt.[4]
- Das Wappen von 1548 ist geviert, in 1 und 4 in Silber ein schwarzer Adler, in 2 und 3 in Rot ein gestürztes silbernes Dreieck, an den Spitzen halbe silberne Lilien. Zwei Helme, rechts mit schwarz silbernen Decken der schwarzen Adler, links der Stammhelm.
- In einer reich verzierten Einfassung, auf blauem mit Gold verzierten Grund, stehet das Wappen der Nützel von Sünderspül; im vierfach getheiltem Schild, zween Adler und zwey Lilien; oben doppelte Helme, mit den Zeichen der Schilder gekrönet. Unten in der Verzierung stehet das Monogramm M.S. und die Jahrzahl 1567.[5]

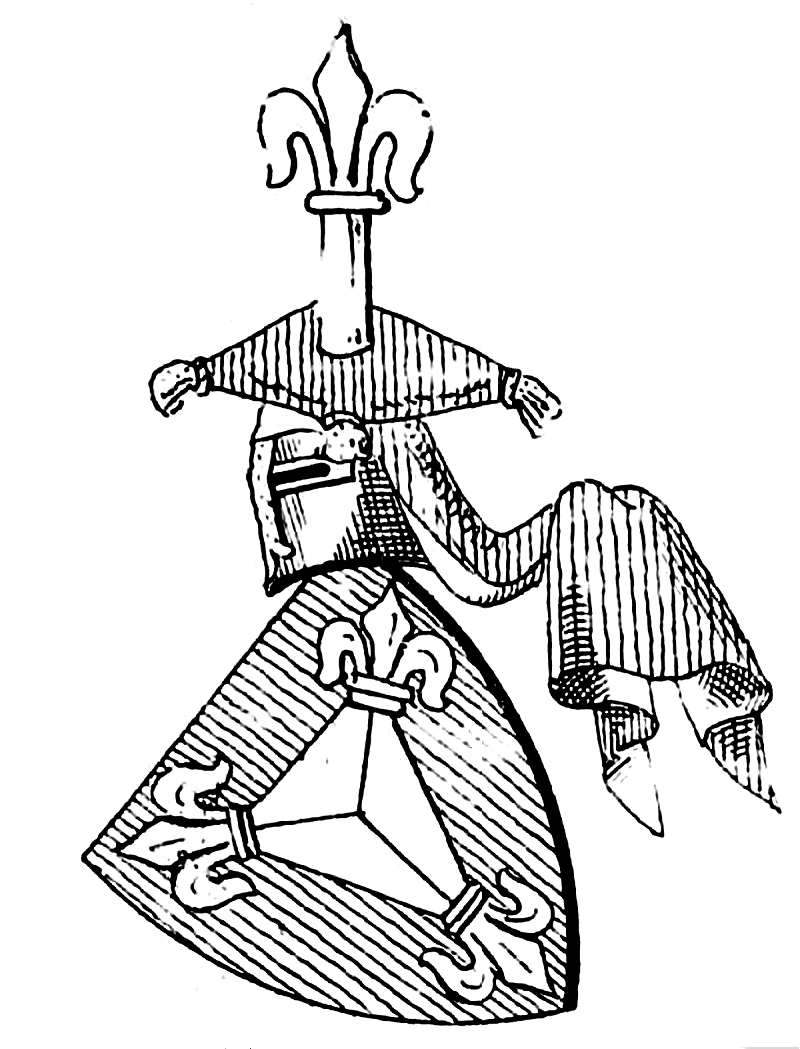
Stammwappen der Nützel und der Stromer
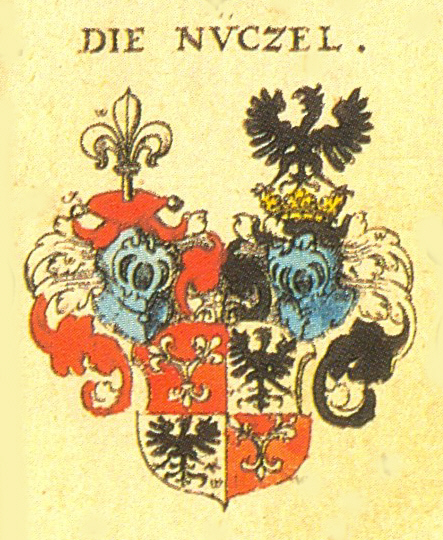
Wappen der Nützel in Siebmachers Wappenbuch 1605 (spiegelverkehrt)
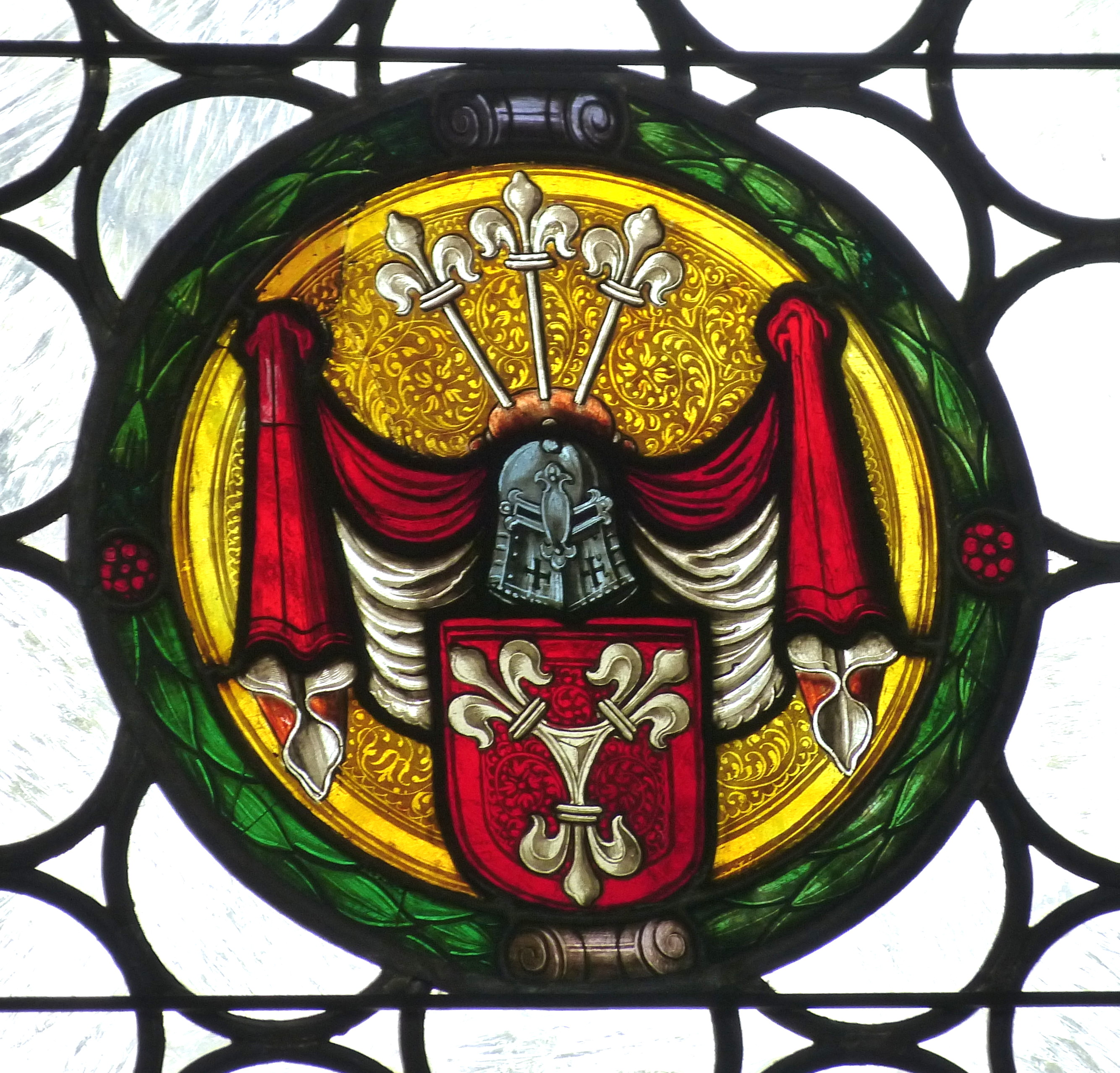
Wappenscheibe Lorenzkirche

## Bekannte Familienmitglieder

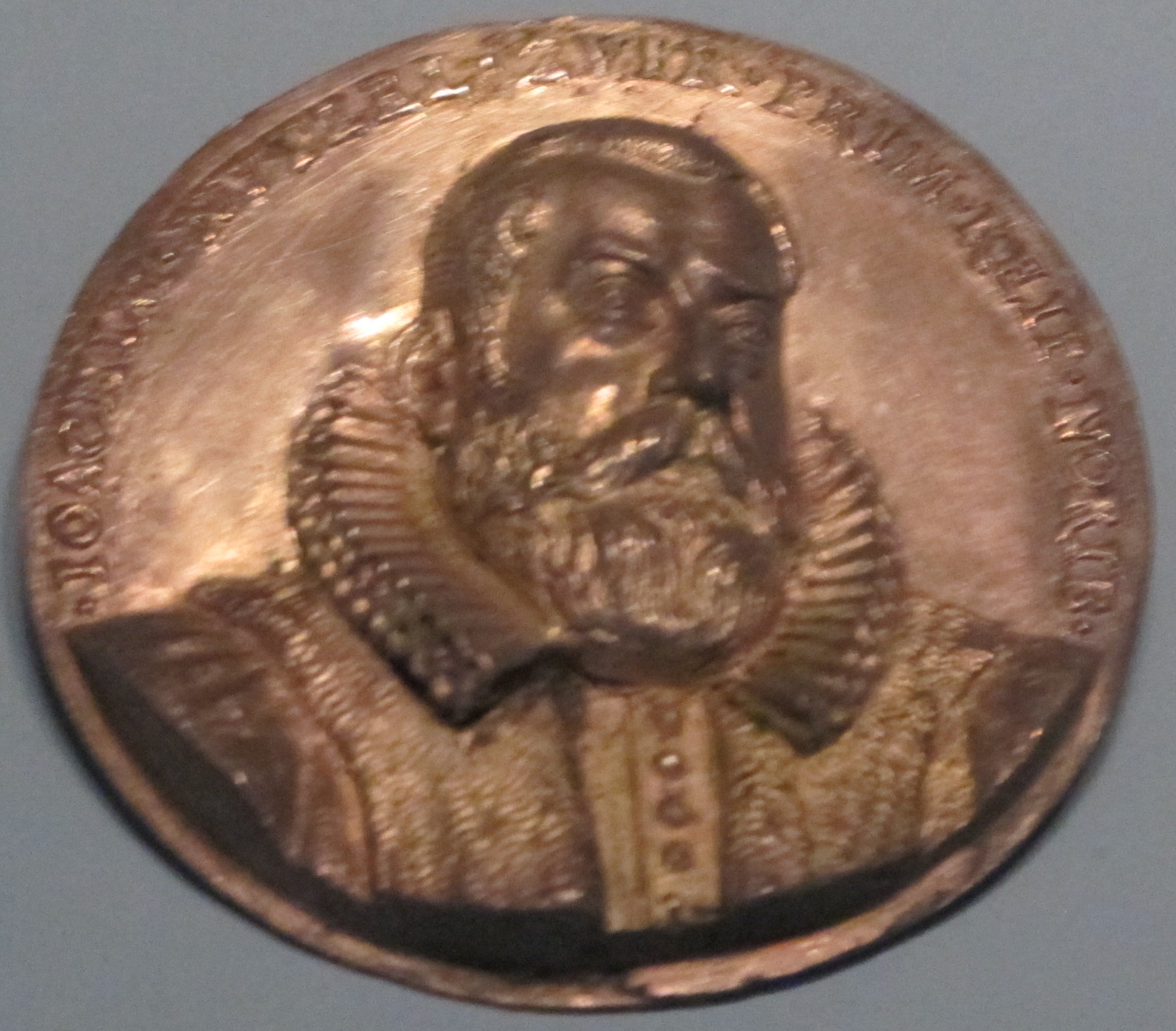
Joachim Nützel (1629–1671), Ratsherr und Gründer der Akademie der Bildenden Künste, auf einer Medaille von Johann Philipp von der Pütt (1570–1619), datiert 1601/1602, nach einem Modell von 1593, Germanisches Nationalmuseum

- Berthold Nützel († 1449), war 1444 im Auftrag Nürnbergs und von König Friedrich III. Teilnehmer beim Reichstag zu Speyer.
- Kaspar Nützel (1471–1529), 1502 Ratsherr, 1503 Bürgermeister, 1504–1517 Ratsgesandter Nürnbergs in Ansbach, Heidelberg, Bamberg und Würzburg, 1509–1515 ständiger Botschafter beim schwäbischen Bund, 1514 Kurator des Klaraklosters, Verwalter der Secretiensiegel, 1515 Zinsmeister, 1521 Vertreter Nürnbergs auf dem Wormser Reichstag, 1524 Hauptmann, Losunger, Spitalpfleger in Nürnberg, bis zu seinem Tod Beauftragter Nürnbergs in Territorialstreitigkeiten zwischen dem Nürnberger Gebiet und dem Markgrafen Georg, sowie den Wittelsbachern, Verfechter der Lehren Luthers und Mitglied im Staupitzkreis.[6] Porträtiert von Albrecht Dürer.
- Gabriel Nützel (1514–1576), Ratsherr, Diplomat bei den vergeblichen Verhandlungen um die Verlagerung der Wirtschaftsmacht von den Hansestädten in die oberdeutschen Handelsmetropolen Augsburg, Nürnberg, Straßburg und Ulm Ende des 16. Jahrhunderts.
- Bernhard Nützel († 1585, begraben Heideck, Stadtpfarrkirche St. Johannes der Täufer) Pfleger der Reichsstadt Nürnberg im Amt Heideck, gründete 1570 auf der Flur des „Oberen und Unteren Kreuth“ nordwestlich von Heideck den Herrensitz Kreuth, war verheiratet mit Edeltraud Harsdörffer, ebenfalls begraben in Heideck, Stadtpfarrkirche St. Johannes d. T.
- Karl Nützel (1558–1614), Ratsherr in Nürnberg, Rat der Kaiser Rudolf II. und Matthias
- Gabriel Nützel (1624–1687), Ältester Geheimer Rat und Vorderster Losunger
- Joachim Nützel (1629–1671), Ratsherr, gründete 1662 zusammen mit Elias von Goedeler und dem Kupferstecher Jacob von Sandrart die Malerakademie (heute: Akademie der Bildenden Künste Nürnberg).

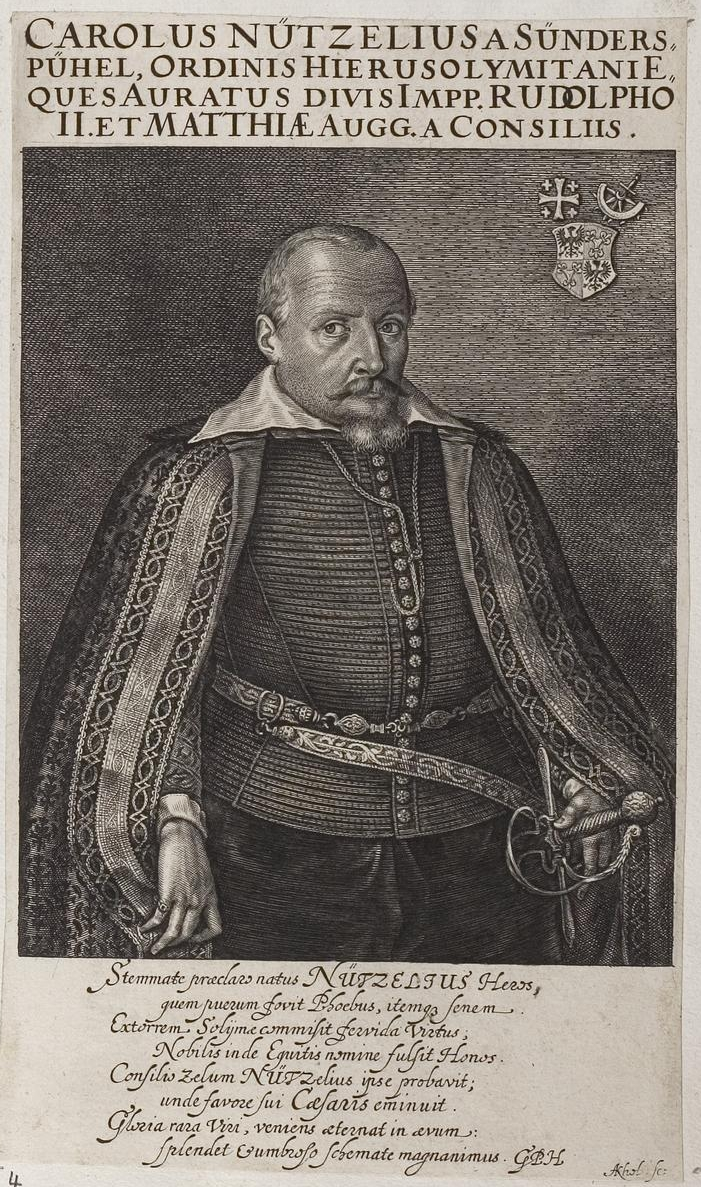
Karl Nützel (1558–1614), Ratsherr und Kaiserlicher Rat
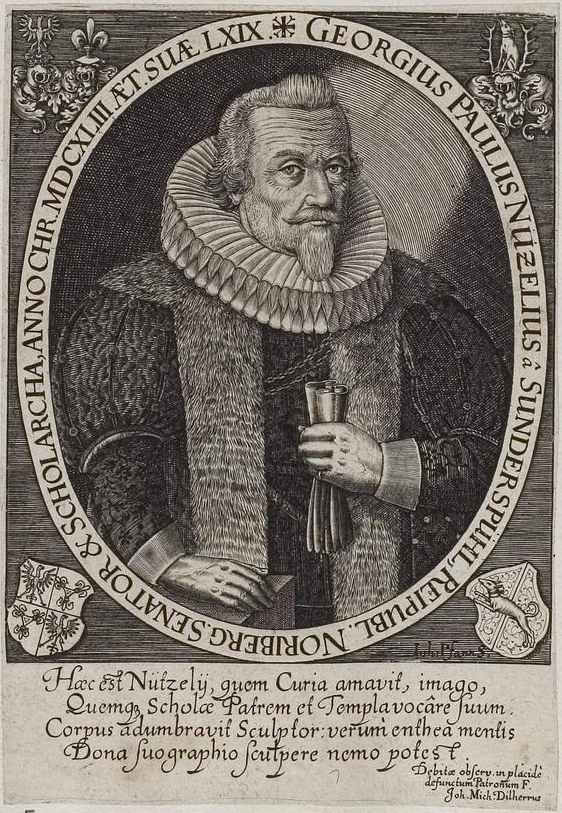
Georg Paul Nützel († 1643), Ratsherr
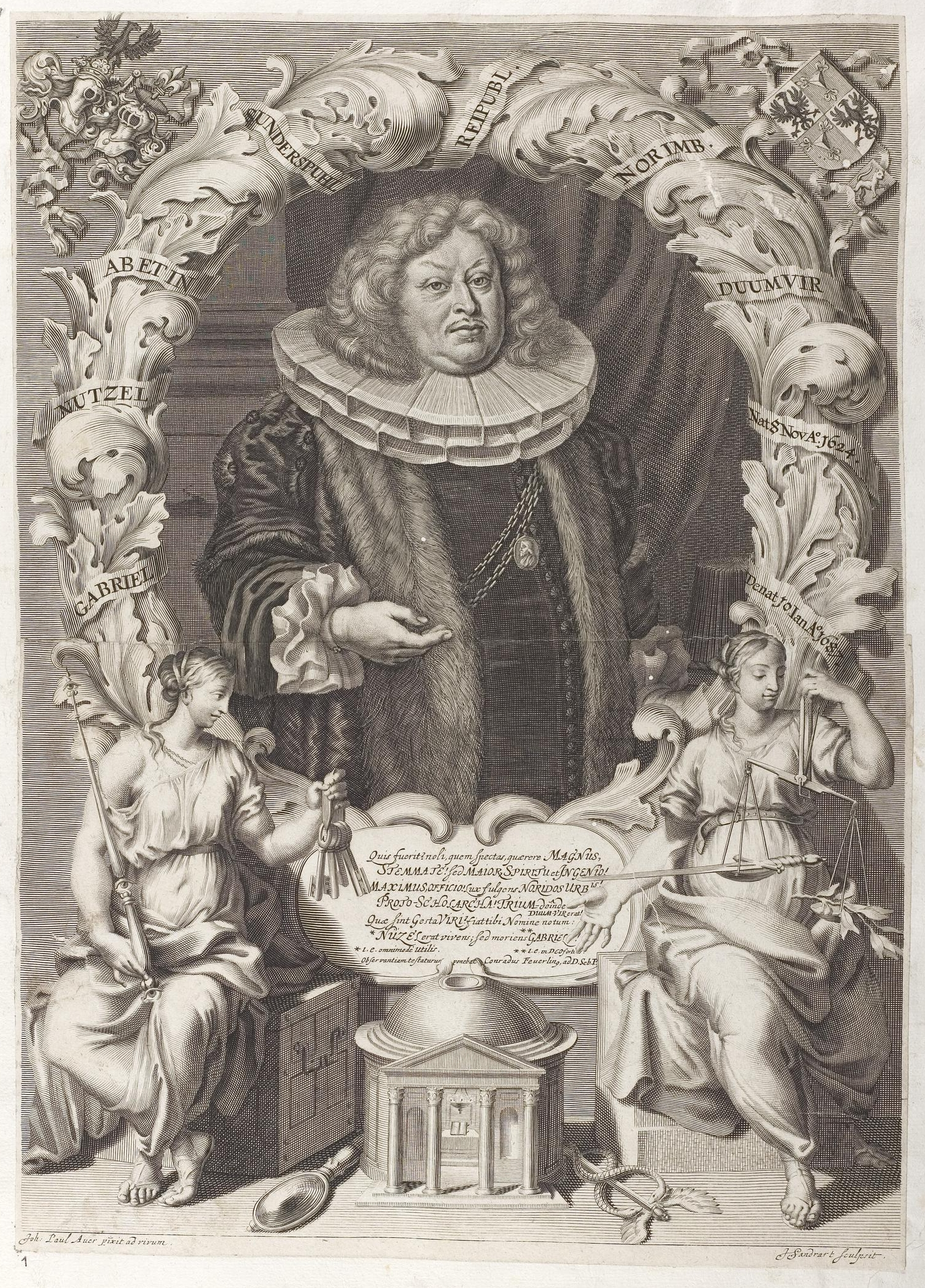
Gabriel Nützel (1624–1687), Ältester Geheimer Rat und Vorderster Losunger